# Guayubín
Guayubín è un comune della Repubblica Dominicana di 30.316 abitanti, situato nella Provincia di Monte Cristi. Comprende, oltre al capoluogo, tre distretti municipali: Hatillo Palma, Villa Elisa e Cana Chapetón.